# Can Mandri (Sant Andreu de Llavaneres)
Can Mandri és una casa pairal de Sant Andreu de Llavaneres (Maresme), catalogada com a bé cultural d'interès local.

## Història
El 1679, el pagès Lluís Carcassès, propietari de Can Mandri, va fundar un benefici, ressenyant al Regestum Institiutionum de la cúria dels anys 1673-1681. En les visites pastorals del 1739 i del 1774, el prevere Marià Vieta servà la meitat del dret del patronat, a la qual cosa consentí el patró Joan Mandri i Carcassès.
Andreu Mandri, doctor en drets, va morir a final del segle xviii, deixant com a hereva la seva filla única Josepa Mandri i Rifós, que el 1801 es va casar amb Antoni Dioís i Ferret, advocat de Vilanova i la Geltrú. Bo i seguint allò establert en els capítols matrimonials, a la mort de l'hereu Joaquim Mandri i Ferret (†1862), el patrimoni familiar passà a mans de la seva germana Josepa (†1863), que morí poc després, deixant com a usufructuari el seu marit Eusebi d'Olzina i de Torres (1799-1878) i hereu el seu fill Josep Nicolau d'Olzina i Ferret (1841-1924). El 1887 es va casar amb la seva cosina Mercè de Pallejà i de Bassa, i la parella es va instal·lar a Can Mandri.
El 1921, morí Mercè de Pallejà i el 1924 el seu marit, deixant la casa a la seva neboda Concepció de Pallejà i Ferrer-Vidal, casada amb Arcadi Balaguer i Costa (1886-1973), primer baró d'Ovilvar, i actualment és propietat dels seus descendents.

## Descripció

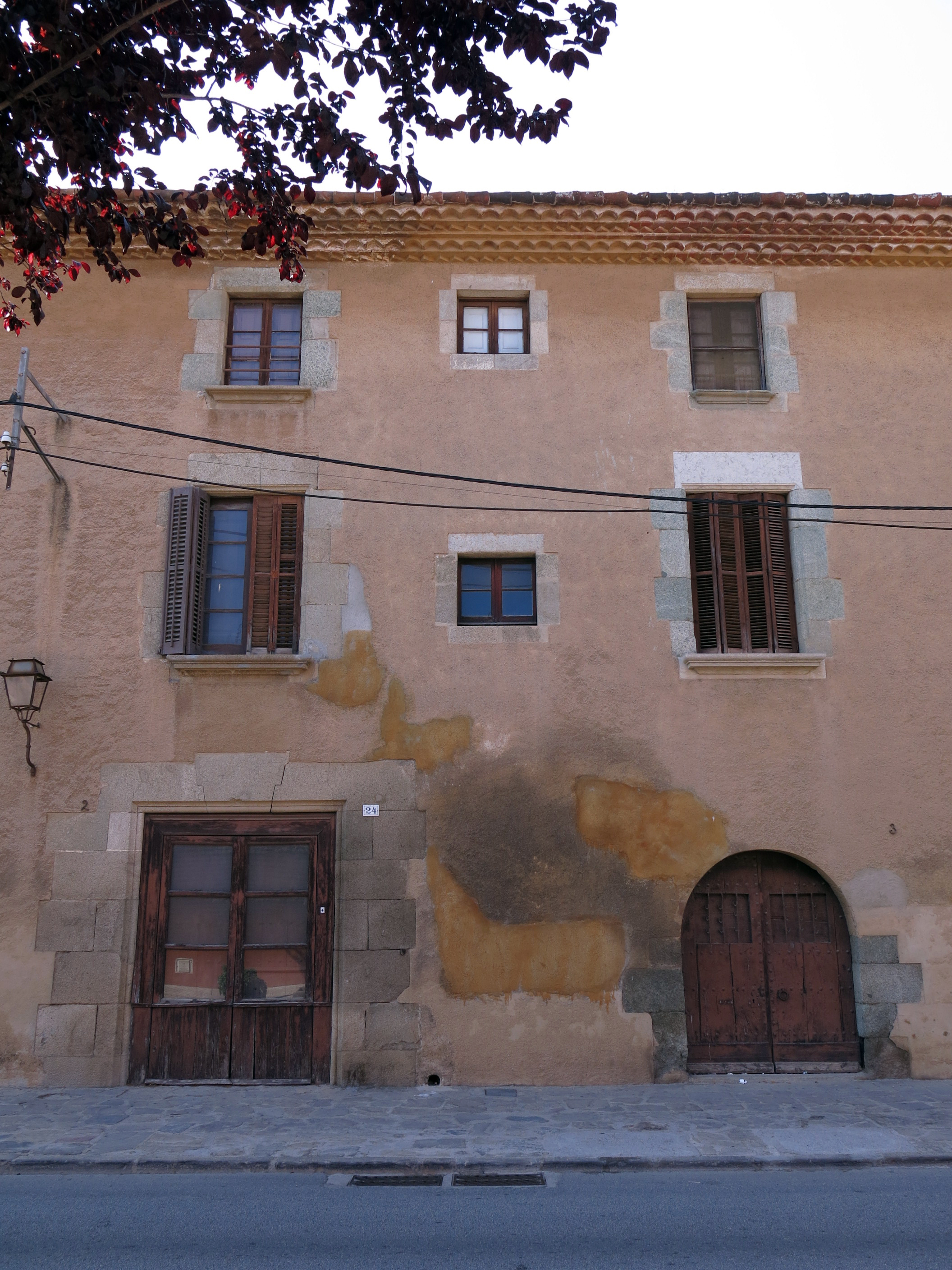
Detall central de la façana que dona a l'avinguda de Catalunya

En aquest indret hi havia una masia del 1380 amb una teulada a dos vessants. D'aquesta primera casa se'n conserva la cuina, avui convertida en estança museu. L'any 1687 s'hi van afegir nous cossos (entre ells, una nova cuina). El 1829 s'aixecà el cos central de la part més antiga, més alt que la resta. L'última reforma fou l'any 1950, i deixà la casa en la configuració actual. Es tracta d'un edifici de planta rectangular que consta de planta baixa i dos pisos. La coberta és a quatre aigües. Les obertures són de pedra picada, amb llindes a les portes. La façana acaba amb una doble cornisa. Hi ha una petita finestra del segle xvii amb una inscripció.